# Lyman Frank Baum

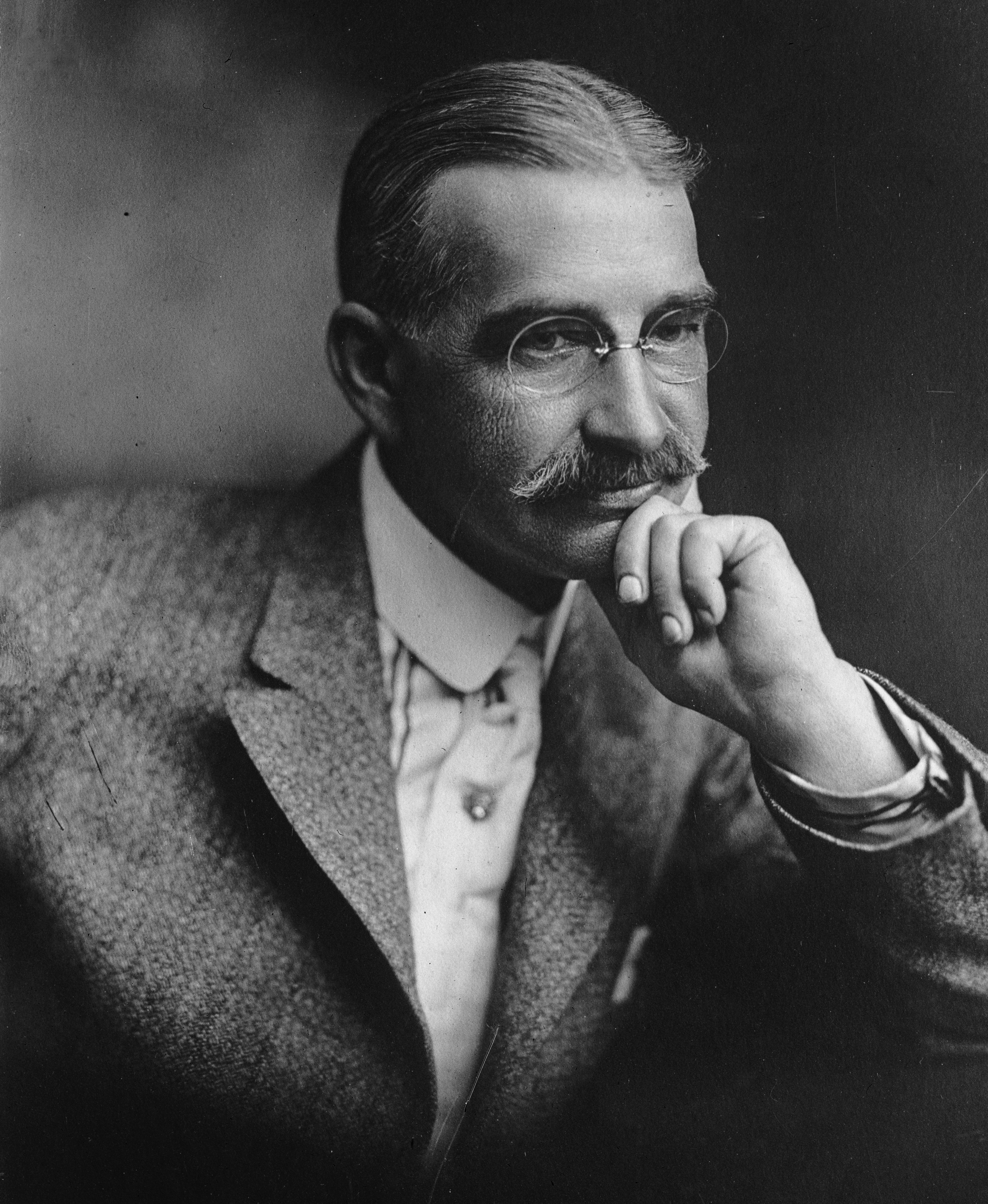
Lyman Frank Baum, 1911

Lyman Frank Baum (* 15. Mai 1856 in Chittenango, New York; † 6. Mai 1919 in Los Angeles), bekannt als L. Frank Baum, war ein US-amerikanischer Schriftsteller. Er schrieb den Kinderbuch-Klassiker Der Zauberer von Oz (The Wonderful Wizard of Oz) sowie 13 Fortsetzungsromane, die in der von ihm erdachten Zauberwelt Oz spielen.

## Leben
Baums deutschstämmiger Vater, Benjamin Ward Baum, war ein erfolgreicher Geschäftsmann und hatte mit Ölfeldern in Pennsylvania ein großes Vermögen gemacht. So verbrachte Baum seine Kindheit im luxuriösen Anwesen Rose Lawn. Zu seinem 15. Geburtstag schenkte ihm sein Vater eine Druckerpresse, die Baums Interesse am Schreiben weckte. 1882 heiratete er Maud Gage, die Tochter einer führenden Frauenrechtlerin, und zog mit ihr nach South Dakota.
Baum versuchte sich in zahlreichen Geschäftsfeldern. Er arbeitete im Theater, für Zeitungen und Zeitschriften, stellte das patentierte Schmieröl Baum’s Castorine her, leitete das Warenhaus Baum’s Bazaar und war zeitweilig auch Hühnerfarmer.
Sein erstes Buch, das er 1886 veröffentlichte, handelt von der Hühnerzucht. Baum war ebenso Herausgeber einer eigenen Wochenzeitschrift, die jedoch wie die meisten seiner Unternehmen nicht besonders erfolgreich war.
Baum war auch publizistisch tätig; erhalten sind zwei Zeitungskommentare der Jahre 1890 und 1891, in denen er forderte, den Konflikt mit den amerikanischen Ureinwohnern durch deren „totale Auslöschung“ zu beenden. Hierbei ging er von der Annahme aus, dass den Ureinwohnern über Jahrhunderte Unrecht getan wurde und diese somit immer ein Unruheherd bleiben müssten. Dieses Problems könne man nur durch eine radikale Lösung Herr werden.

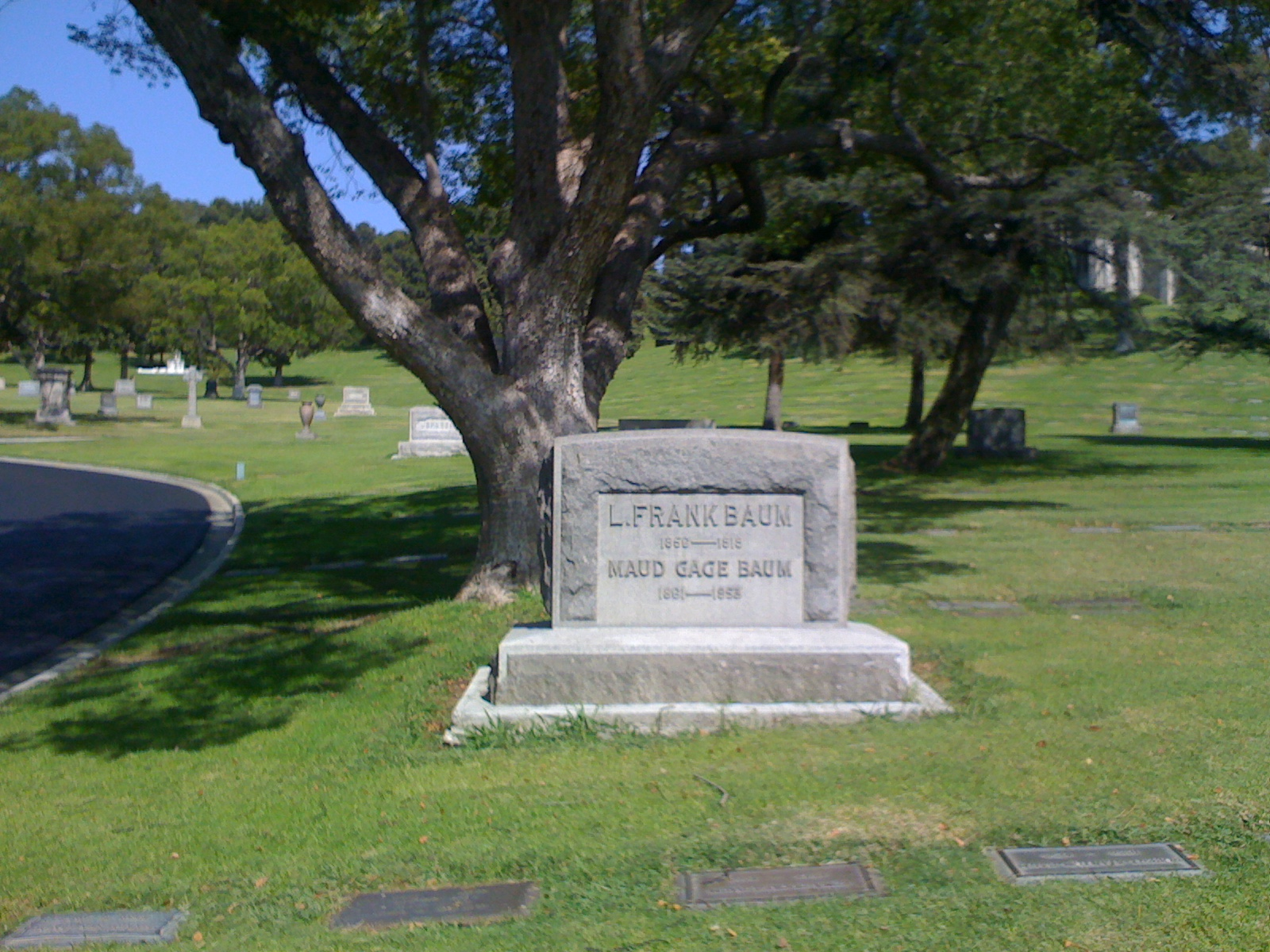
Baums Grab im Forest Lawn Memorial Park in Glendale, Kalifornien

1891 zog die Familie nach Chicago und Baum suchte nach einer neuen Möglichkeit, Geld zu verdienen. Da er sich stets mit Freude Gute-Nacht-Geschichten für seine eigenen Kinder ausgedacht hatte und diese ihnen am Bett erzählte, entschloss er sich, Geschichten für andere Kinder zu schreiben. In seinen ersten beiden Büchern erzählte er vorwiegend traditionelle Geschichten nach, wobei er in einer dieser Geschichten ein junges Mädchen namens „Dorothy“ einführte. Dies führte ihn zur Schaffung des Landes der Wunder und Freuden Oz. Im Jahr 1900 erschien sein Buch The Wonderful Wizard Of Oz, das über Nacht zu einem riesigen Erfolg wurde. Binnen zweier Jahre wurde es als Bühnen-Musical adaptiert, für das Baum selbst das Libretto schrieb. Baum verfasste noch 13 weitere Romane um das wunderbare Land, wobei er mehrfach erklärte, die Serie jetzt abgeschlossen zu haben und keine weiteren Oz-Fortsetzungen mehr zu schreiben. Unterdessen wandte er sich zahlreichen anderen Kindergeschichten zu, unter anderem unter dem Pseudonym Edith Van Dyne. Aufgrund der hohen Nachfrage nach weiteren Oz-Romanen und wegen der Briefe vieler Kinder setzte er die Serie jedoch immer wieder fort.
Am 4. September 1892 trat er der Theosophischen Gesellschaft bei und folgte 1895 nach der Spaltung derselben infolge des Judge Case der Theosophischen Gesellschaft in Amerika. Mehrere seiner Aufsätze und Bücher behandelten theosophische Themen.
Lyman Frank Baum starb 1919 in Hollywood. Er hat in seinem Leben über 60 Bücher veröffentlicht.

## Werke (Auswahl)
Die Oz-Romane

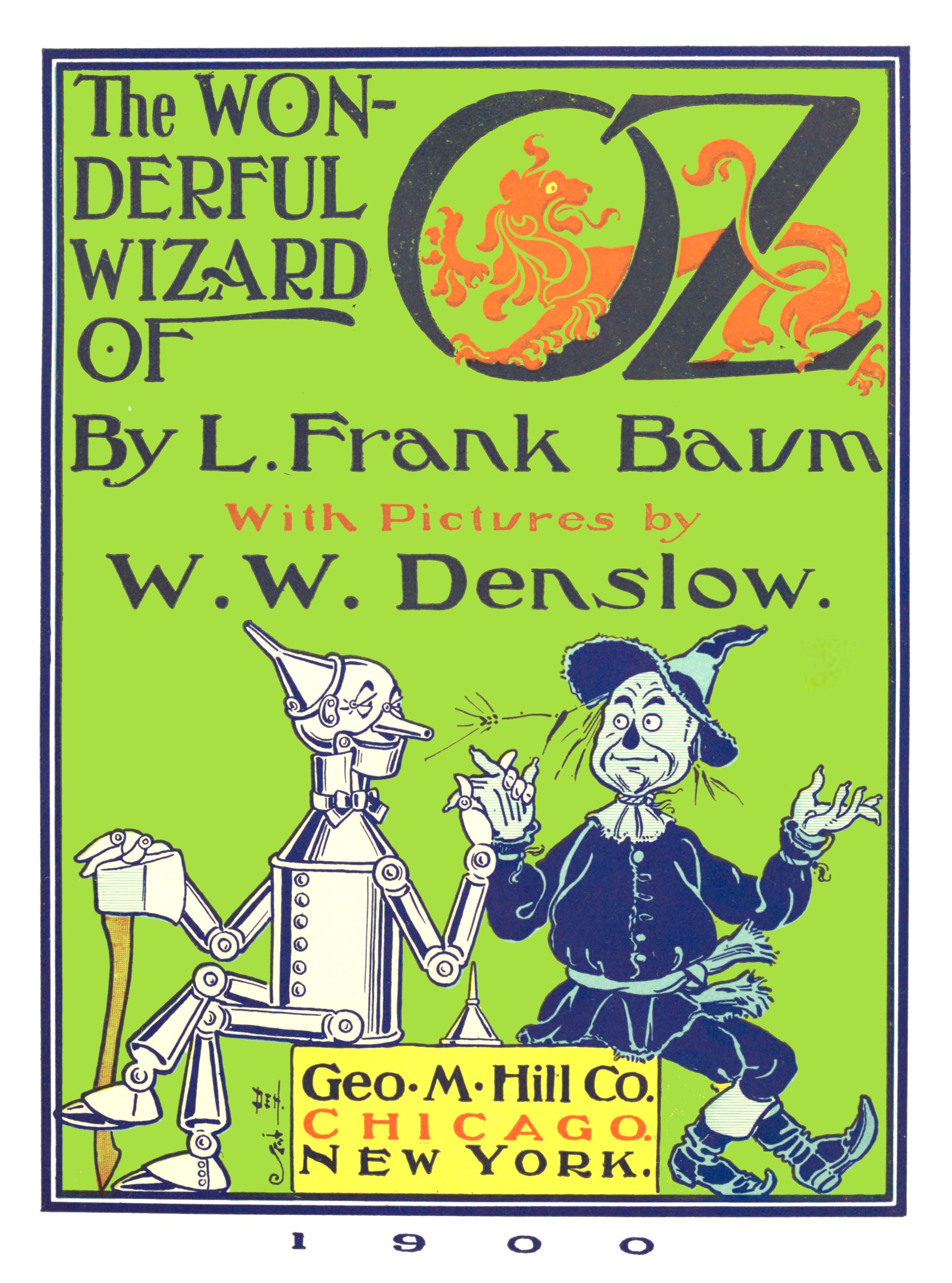
Titelblatt der englischen Originalausgabe von Der Zauberer von Oz (1900)

1. Der Zauberer von Oz, 1940 (Originaltitel: The Wonderful Wizard of Oz, 1900; nachgedruckt meist unter dem Titel: The Wizard of Oz)[2]
2. Im Reich des Zauberers Oz, dt. Erstveröffentlichung 1981 (Originaltitel: The Marvelous Land of Oz: Being an Account of the Further Adventures of the Scarecrow and the Tin Woodman meist unter dem Kurztitel The Land of Oz, 1904)[3]
3. Prinzessin Ozma von Oz, dt. Erstveröffentlichung 1981 (Originaltitel: Ozma of Oz, 1907)[4]
4. Dorothy und der Zauberer in Oz, 1999 (Originaltitel Dorothy and the Wizard in Oz, 1908)[5]
5. Dorothy auf Zauberwegen, 2000 (Originaltitel: The Road to Oz, 1909)[6]
6. Dorothy in der Smaragdenstadt, 2000 (Originaltitel: The Emerald City of Oz, 1910)[7]
7. Dorothy und das Patchwork-Mädchen, 2002 (Originaltitel: The Patchwork Girl of Oz, 1913)[8]
8. Tik-Tak von Oz, 2018 (Originaltitel: Tik-Tok of Oz, 1914)
9. Die Vogelscheuche von Oz, 2018 (Originaltitel: The Scarecrow of Oz, 1915)
10. Rinkitink in Oz, 2018 (Originaltitel: Rinkitink in Oz, 1916)
11. Die verschwundene Prinzessin von Oz, 2019 (Originaltitel: The Lost Princess of Oz, 1917)
12. Der Blechmann von Oz, 2019 (Originaltitel: The Tin Woodman of Oz, 1918)
13. Die Magie von Oz, 2019 (Originaltitel: The Magic of Oz, 1919, posthum veröffentlicht)
14. Glinda von Oz, 2019 (Originaltitel: Glinda of Oz, 1920, posthum veröffentlicht)

Weitere Oz-bezogene Werke Baums
- The Magical Monarch of Mo (1896)
- Santa Claus – Das abenteuerliche Leben des Weihnachtsmanns, 1993/Der Weihnachtsmann oder das abenteuerliche Leben des Santa Claus, 2010 (Originaltitel: The Life and Adventures of Santa Claus, 1902)
- Queen Zixi of Ix (1904/5)
- Queer Visitors from the Marvelous Land of Oz (1905, Comic, der 27 Geschichten illustriert)
- The Woggle-Bug Book: The Strange Adventure of the Woggle-Bug (1905)
- John Dough and the Cherub (1906)
- Sky Island (1912)
- Zauberer-Geschichten aus Oz, 2019 (Originaltitel: Little Wizard Stories of Oz, 1914, Sammlung von 6 Kurzgeschichten aus dem Jahr 1913)

## Dokumentationen
- Thomas Gaevert: Wege nach Oz. Hörfunkdokumentation über Lyman Frank Baum, Alexander Wolkow und Leonid Wladimirsky, Produktion: Südwestrundfunk 2009, Erstsendung: 21. Juni 2009, SWR 2.